# Grammaire anglaise
La grammaire anglaise (ou grammaire de l'anglais) est l'étude systématique des éléments constitutifs de la langue anglaise.

## Syntaxe
L'anglais est une langue respectant l'ordre SVO (sujet, verbe, objet) dans la phrase déclarative. Exemples : 
- Tom does his homework : « Tom » (sujet) « fait » (verbe) « ses devoirs » (objet) ;
- Mary is eating a cake : « Mary est en train de manger un gâteau ».

En général, l'élément principal se trouve au début de la phrase. Exemple : 
- To run quickly « courir vite » (phrase verbale) (mais on trouve également to quickly run, ce qu'on appelle the split infinitive, l'infinitif éclaté).

Il existe cependant des exceptions. Exemple dans la langue courante : 
- Fred's cat : « le chat de Fred » (au lieu de the cat of Fred).

L'ordre des mots change également quand on passe d'une phrase affirmative à une phrase interrogative. Exemple : 
- Are you going to the beach? (inversion de you are) (« Est-ce que tu vas à la plage ? »).

La voix passive existe en anglais : 
- That cake was eaten by Mary : « Ce gâteau-là a été mangé par Mary ».

## Noms
L'anglais n'a pas de concept de genre grammatical pour les substantifs. La différence entre féminin et masculin est pertinente seulement pour les personnes (pronoms personnels he et she) ; tous les autres noms sont neutres de fait (pronom personnel it). Il y a de rares exceptions, par exemple, les navires ou les pays peuvent être traités comme des féminins : The Titanic was a famous ship. She hit an iceberg and sank. (L'utilisation de it pour des bateaux est acceptée toutefois dans la langue courante). Pour les pays, she est normalement réservé au langage littéraire ou poétique, ou utilisé par les historiens : In 1914, Germany invaded her western neighbour, France (En 1914, l'Allemagne envahit sa voisine occidentale, la France). Pour les animaux dont le sexe est inconnu, it suffit. Si le sexe d'un animal est connu, il est acceptable de remplacer it par he ou she selon le cas. Cette règle se trouve également avec des bébés : Mary has just had a baby! — Is it a boy or a girl? (Mary vient d'avoir un bébé ! — Est-ce un garçon ou une fille ?)
Le génitif mis à part, les noms anglais ne sont pas marqués par le cas. Cependant, ils sont fléchis en nombre et peuvent être définis ou indéfinis. Exemple : The house where I was born : « La maison où je suis né ». House est un nom défini car la maison renvoie à une maison bien particulière, celle où je suis né. The houses : « les maisons » (pluriel).
La prononciation de l'article défini the varie en fonction de la première lettre d'un mot donné, the orange (« l'orange ») /ði/ mais the banana (« la banane ») /ðə/. Règle : /ði/ s'emploie avec les mots commençant par une voyelle et /ðə/ avec les mots commençant par une consonne.

### Pluriel des noms
La plupart des noms anglais prennent s au pluriel :
- one ball (une balle), two balls (deux balles) ; one dog (un chien), two dogs (deux chiens); one brother (un frère), two brothers (deux frères)

Les noms ayant une particule séparable font également leur pluriel en s. Le s est ajouté au mot le plus important : 
- one hold-up (un braquage), two hold-ups (deux braquages); one hanger-on (un pique-assiette), two hangers-on (deux pique-assiettes) ; one son-in-law (un beau-fils), two sons-in-law (deux beaux-fils)

Les noms se terminant par -y précédé d'une consonne au singulier, se terminent par -ies au pluriel :
- one country (un pays), two countries (deux pays) ; one story (un récit), two stories (deux récits)

Les noms dont le singulier finit par -s, -ch, -sh et -x ainsi que certains mots en -o, prennent leur pluriel en -es :
- one process (un processus), two processes (deux processus); one watch (une montre),  two watches (deux montres); one brush (une brosse), two brushes (deux brosses) ; one fox (un renard), two foxes (deux renards) ; one tomato (une tomate), two tomatoes (deux tomates)

Certains mots d'origine grecque, dont le singulier finit par -ch, prennent néanmoins leur pluriel en -s :
- one monarch (un monarque),  two monarchs (deux monarques)

Les noms se terminant par -us finissent avec -i au pluriel s'ils sont d'origine latine : 
- hippopotamus (hippopotame), hippopotami (hippopotames), alumnus (ancien élève), alumni (anciens élèves), fungus (moisissure), fungi (moisissures)

Certains mots d'origine latine se déclinent cependant selon le modèle traditionnel :
- bus (bus), buses (bus)

Les noms se terminant par -a finissent avec -æ ou -ae au pluriel : 
- formula (formule), formulæ, alumna (ancienne élève), alumnæ (anciennes élèves) [NB. l'emploi d’alumna et d’alumnæ est très rare ; l'emploi d’alumnus et d’alumni est plus courant car l'anglais n'a pas le concept de genre grammatical.]

Certains mots adhèrent aux règles du latin : 
- formula (formule), formulae (formules) ; appendix (annexe), appendices (annexes) ; compendium (résumé), compendia (résumés).

Le pluriel traditionnel est souvent valide aussi : 
- formulas, compendiums

Plusieurs mots dont la dernière syllabe comporte un f font leur pluriel en -ves :
- one wolf (un loup), two wolves ; one life (une vie), two lives ; one wife (une épouse), two wives

Il y a toujours quelques exceptions :
- Sheep (mouton), deer (cerf), moose (élan du Canada / orignal) sont invariables.  Fish (poisson) est invariable quand il indique des animaux individuels, mais fishes indique des espèces de poissons.

- les pluriels indiqués par la mutation d'une voyelle :
  - one man (un homme), two men (deux hommes)
  - one woman (une femme), two women (deux femmes)
  - one foot (un pied), two feet (deux pieds)
  - one tooth (une dent), two teeth (deux dents)
  - one mouse (une souris), two mice (deux souris)
  - one louse (un pou), two lice (deux poux)
  - one goose (une oie), two geese (deux oies)

- les pluriels en -en :
  - ox (bœuf), oxen (bœufs)
  - child (enfant), children (enfants)
  - brother (frère), brethren (frères, en religion)

- les pluriels classiques :
  - matrix (matrice), matrices (matrices)
  - index (index), indices (index)
  - crisis (crise), crises (crises)
  - criterion (critère), criteria (critères)
  - addendum (ajout), addenda (ajouts)

- le pluriel des mots empruntés des langues autres que le latin ou le grec :
  - cherub (chérubin), cherubim (chérubins)
  - chateau (château), chateaux (châteaux)
  - Inuk (Inuit(e)), Inuit (Inuit(e)s)

- d'autres pluriels irréguliers :
  - die (dé), dice (dés)
- penny a pour pluriel le mot pennies uniquement lorsqu'il s'agit de pièces. Lorsqu'il s'agit d'une somme d'argent, le pluriel est pence :
  - Playing in the forest, James found three pennies. (Lorsqu'il jouait dans la forêt, James trouva trois pennies.)
  - When my grandmother was little, a haircut only cost thirty pence! (Lorsque ma grand-mère était petite, la coupe de cheveux ne coûtait que trente pence !)
- pour une somme d'argent en livres ("pounds"), l'ancien génitif anglais ("pound", sans "s") se rencontre en anglais britannique :
  - The bags cost three pound and four pence au lieu de three pounds and four pence (Les sacs coûtent trois livres et quatre sous.) (cet usage est considéré comme correct ou familier selon la région).
- Aussi, contrairement au français, les noms de pays au pluriel généralement prennent le singulier en anglais :
  - The United States has a federal parliament. (Les États-Unis ont un parlement fédéral.)
  - The Netherlands is a monarchy. (Les Pays-Bas sont une monarchie.)

### Le cas possessif ou génitif

#### Règle générale
Le génitif est en premier lieu le cas du complément de nom exprimant la possession. Il s'obtient en ajoutant, selon le cas, une apostrophe et la lettre s ou simplement une apostrophe. Exemples :
- The cat's ball (« la balle du chat »)
- The teenagers' ball (« le ballon des adolescents », teenagers est déjà un pluriel)
- The children's ball (« le ballon des enfants », child donne le pluriel irrégulier children, qui ne prend pas de s)
- James's ball ou James' ball (« le ballon de James »)

Autres exemples :
- Mike's new car : « la nouvelle voiture de Mike »
- My brother's problems : « les ennuis de mon frère »
- the customer's opinion : « l'avis du client »

#### Cas précis
Le génitif se rencontre également dans une série limitée de cas précis.
Avec des groupes de personnes, ou des institutions représentant un groupe de personnes :
- The team's performance : « la prestation de l'équipe »
- The government's policy : « la politique du gouvernement »
- The committee's decision : « la décision du comité »

Personnification  (il ne s'agit pas d'une personne, mais on fait comme si) :
- London's opinion on the matter : « l'avis de Londres sur la question »
- Washington's recent decision : « la récente décision de Washington »

Pour exprimer l'équivalent du français « chez » :
- I'm going to my cousin's : « Je vais chez mon cousin »
- The party is at Michael's : « La soirée est chez Michael »

Pour des magasins et d'autres services professionnels :
- I have to go to the doctor's / the baker's / the estate agent's / the dry-cleaner's / the accountant's, etc. : « Il faut que j'aille chez le docteur » / « le boulanger » / « l'agent immobilier » / « le teinturier » / « le comptable », etc.

Dans quelques expressions
- de temps :
  - We have a week's holiday : « Nous avons une semaine de vacances »
  - Yesterday's film was great : « Le film d'hier était formidable »
- de distance :
  - It's three hours' drive from here : « C'est à trois heures de route d'ici »
- de quantité :
  - a pound's worth of sugar : « une livre de sucre »

Il s'obtient, là encore, en ajoutant, selon le cas, une apostrophe et la lettre s ou une apostrophe seule.

## Pronoms

### Pronoms personnels, adjectifs et pronoms possessifs
Les pronoms archaïques et informels sont en italiques.
|                    |            |                               | pronom personnel | pronom personnel | pronom personnel                  | pronom possessif | adjectif possessif        |
| sujet              | complément | réfléchi                      |                  |                  |                                   | pronom possessif | adjectif possessif        |
| ------------------ | ---------- | ----------------------------- | ---------------- | ---------------- | --------------------------------- | ---------------- | ------------------------- |
| première personne  | singulier  | singulier                     | I                | me               | myself                            | mine             | my                        |
| première personne  | pluriel    | pluriel                       | we               | us               | ourselves ourself (c.f. royal we) | ours             | our                       |
| deuxième personne  | singulier  | standard                      | you              | you              | yourself                          | yours            | your                      |
| deuxième personne  | singulier  | informel archaïque            | thou             | thee             | thyself                           | thine            | thy thine (avant voyelle) |
| deuxième personne  | pluriel    | standard                      | you you all      | you you all      | yourselves                        | yours            | your                      |
| deuxième personne  | pluriel    | archaïsme                     | ye               | you              | yourselves                        | yours            | your                      |
| deuxième personne  | pluriel    | non standard or informel      | y'all youse etc. | y'all youse      | y'all's selves                    | y'all's          | y'all's                   |
| troisième personne | singulier  | masculin                      | he               | him              | himself                           | his              | his                       |
| troisième personne | singulier  | féminin                       | she              | her              | herself                           | hers             | her                       |
| troisième personne | singulier  | neutre                        | it               | it               | itself                            | -                | its                       |
| troisième personne | singulier  | commun/épicène (formel)       | one              | one              | oneself                           | -                | one's                     |
| troisième personne | singulier  | commun/épicène (non standard) | they             | them             | themself, themselves              | theirs           | their                     |
| troisième personne | pluriel    | pluriel                       | they             | them             | themselves                        | theirs           | their                     |

#### Les anciens pronoms
En Early Modern English (soit la période allant approximativement de la deuxième moitié du XIVe siècle à 1650), le pronom thou était en usage ; ainsi que ye, qui, semble-t-il, était employé dans certaines occurrences parallèlement à thou, deuxième personne du singulier.
Thou renvoie à la deuxième personne du singulier. C'est la forme directe (fonction de sujet), la forme oblique (fonction de complément objet) étant thee et la forme génitive (fonction de complément du nom) étant thy/thine. L'adjectif et le pronom possessifs associés sont thy/thine, et le pronom réfléchi thyself. (Si l'on veut une analogie avec un autre pronom, les formes thou/thee/thine/thy/thyself correspondent respectivement à I/me/mine/my/myself  à la première personne.)
Les verbes réguliers sont régis par des règles assez simples, valables pour le présent et le passé : la seconde personne du singulier prend -(e)st et la troisième -th :
- to know : thou knowest, thou knewest
- to drive : thou drivest, thou drovest
- to make : thou makest, thou madest
- to love : thou lovest, thou lovedest

Les verbes suivants sont irréguliers avec thou (sont indiqués : leur présent avec thou, voire leur passé avec thou et/ou leur présent avec it) :
- to be : thou art (ou thou beëst), thou wast (ou thou wert ; originellement thou were) - it is
- to have : thou hast, thou hadst
- to do : thou dost (ou thou doest, quand non utilisé en tant qu'auxiliaire) et thou didst
- may : thou mayest (ou thou mayest) - it may
- shall : thou shalt
- will : thou wilt

Aussi, pour les autres verbes que to be, le subjonctif passé était distinguable du passé de l'indicatif en Early Modern English à la seconde personne du singulier. Par exemple : indicatif : thou sattest, mais subjonctif : thou sat.
Dans quelques textes qui utilisent thou, -est ou -st est parfois ajouté ; par exemple, thou beest apparaît fréquemment dans les œuvres de Shakespeare et de ses contemporains.

##### Leur survivance moderne
Le pronom thou est aujourd'hui sorti de l'usage courant et a laissé place à you dans la plupart des contextes. Toutefois, ce pronom et les formes associées ont été maintenus dans les prières (dont le texte a été figé) : ainsi, de nombreux chrétiens anglophones emploient toujours thou en s'adressant à Dieu (par exemple, la traduction anglaise du « Notre Père » commence par : Our Father, who art in Heaven, Hallowed be Thy Name... : « Notre Père, qui êtes aux cieux, que votre nom soit sanctifié... » (litt. « qui es aux cieux, que ton nom soit sanctifié »).

## Adjectifs

### Propriétés
Contrairement au français, les adjectifs anglais sont invariables :
- He is proud, she is proud, they are proud (« Il est fier », « Elle est fière », « Ils sont fiers / Elles sont fières »)
- a black dog, black shoes (« un chien noir », « des chaussures noires »)
- the other day, the other solutions (« l'autre jour », « les autres solutions »)

### Place
L'adjectif épithète se place obligatoirement avant le nom ou le groupe nominal qu'il qualifie :
- A black car : « une voiture noire » - A big black car : « une grosse voiture noire »

Si l'adjectif épithète est modifié par un adverbe, ce dernier garde sa place devant l'adjectif :
- An interesting visit : « une visite intéressante  » - A really interesting visit : « une visite vraiment intéressante »

### Ordre
Quand plusieurs adjectifs sont placés avant un même nom, ils suivent un ordre précis,, : opinion, taille, âge et forme, origine, couleur, matière, but.

### L'adjectif substantivé
L'adjectif anglais, qu'il soit simple ou composé, ou un participe passé ou présent adjectivé, peut être « substantivé », c'est-à-dire précédé de l'article défini the et employé comme substantif. Il peut être soit singulier :
- When you look for the bad, expecting it, you will get it : « Quand on cherche le mal en s'attendant à le trouver, on est sûr de le trouver » (source : le livre d' Eleanor H. Porter's, Pollyanna, 1913),
- soit pluriel : Fortune favours the brave : « La fortune sourit aux audacieux » (proverbe).

L'adjectif substantivé singulier s'applique à une notion abstraite (ex. : the unobtainable, « l'inaccessible ») tandis que l'adjectif substantivé pluriel désigne un groupe ou une catégorie de personnes indénombrables (ex. : the mighty, « les puissants »).

## Verbes

### Les auxiliaires
Les auxiliaires les plus utilisés sont to be, to do et to have. Ils peuvent être utilisés pour définir le temps, l'aspect ou la modalité d'une locution verbale.
To be sert à former :
- l'aspect to be + present participle : He is working on a new project (« Il est en train de travailler à un nouveau projet », « Il travaille à un nouveau projet »)
- le passif : The airport will be extended (« L'aéroport sera agrandi »)

L'aspect to be + present participle et le passif peuvent être combinés :
- You are being filmed (« On est en train de vous filmer », « On vous filme »)

To have sert à former : 
- l'aspect to have + past participle au présent (present perfect) : I have never seen anything like it (« Je n'ai jamais rien vu de tel »)
- et au passé (past perfect ou pluperfect) : We had already called twice (« Nous avions déjà appelé deux fois »)

De plus, l'auxiliaire « do » est utilisé pour former des phrases négatives, interrogatives (sauf avec le verbe be [être]) et pour mettre une emphase sur l'action dans les phrases affirmatives :
- Do I know?, I do not know, I do know! (Est-ce que je sais ?  / Je ne sais pas. / Je sais [bien] !)
- Did I know?, I did not know, I did know! (Est-ce que je savais ? / Je ne savais pas. / Je savais !)

#### Les auxiliaires modaux
Dans la grammaire anglaise, les verbes modaux ou auxiliaires de modalité sont des auxiliaires qui donnent le point de vue de l'énonciateur sur l'énoncé. Il s'agit de can, could, may, might, must, shall, should, will, would, ought, had better, ainsi que dare et need (dans certains de leurs emplois).

### Les aspects
Le terme « aspect » est emprunté aux langues slaves. 
Les grammaires de l'anglais ont longtemps opposé la « forme simple » (présent simple : I live, preterit simple : he thought …) à la « forme progressive » (présent progressif : I'm living, preterit progressif : I was thinking …). Le present perfect et le past perfect (ou pluperfect) étaient parfois considérés comme des temps à part entière, distincts du présent et du passé.
Sans qu'il y ait unanimité à ce sujet, de nombreux grammairiens s'accordent à distinguer deux aspects en anglais, qui s'opposent à l'aspect simple :
- l'aspect BE + V-ING. Adamczewski parle de « phase 2 » qui s'oppose à la phase 1[8].
- l'aspect HAVE + V-EN

#### L'aspect simple
L'« aspect simple » est l'absence d'aspect. Il est aussi désigné par certains grammairiens comme l'« aspect zéro ». Pour Tellier il s'agit d'une forme « non marquée » par rapport à l'aspect de la « forme en -ING ». Dans la grammaire d'Adamczewski il s'agit de la « phase 1 ».
Formation
- Au présent, l'aspect simple se confond avec la base verbale du verbe, c'est-à-dire la forme du verbe telle qu'elle apparaît dans les dictionnaires, sauf à la troisième personne du singulier où le verbe prend la marque -s :

I look, you look, he/she/it looks, we look, they look.
- Au passé, l'aspect simple se forme par ajout de la désinence -ed à la base verbale pour les verbes dits « réguliers » ou par l'emploi d'une forme distincte pour les verbes dits « irréguliers » :

I looked, you looked, he/she/it looked, we looked, they looked.
I went, you went, he/she/it went, we went, they went.

#### L'aspect BE + V-ING
L'aspect BE + V-ing est souvent désigné dans les grammaires traditionnelles par les termes « continu » ou « progressif » (en anglais continuous et progressive). Dans la grammaire d'Adamczewski il s'agit de la « phase 2 ».

##### Formation
L'aspect BE + V-ing se forme par combinaison de l'auxilaire BE, conjugué, à la forme en -ing du verbe :
- Au présent : I am looking, you are looking …
- Au passé : I was looking, you were looking …

##### Aspect simple et aspect BE + V-ING
L'explication traditionnellement avancée sur le rôle de l'aspect BE + V-ING veut qu'il s'applique uniquement au moment de l'énonciation (qui peut être présent ou passé) : avec cet aspect on ne s'intéresserait ni au commencement ni à la fin de l'action, mais seulement à la partie de l'action qui n'est pas achevée (uncompleted), « considérée dans son déroulement », « en cours » ou « en progrès » (d'où les noms d'aspect « continu » ou « progressif »). Cet aspect conviendrait donc aux « descriptions », tandis que l'aspect simple s'appliquerait aux « vérités générales », à des actions « habituelles », « non duratives » ou « ponctuelles ». 
À l'appui de ces explications les grammaires citent généralement des phrases, authentiques ou fabriquées pour les besoins de la démonstration, telles que :
- John should be here by now. What's he doing? (« John devrait être là maintenant. Qu'est-ce qu'il fait ? »)[16]
- Oh look, he's walking up the road towards us, holding his bike by the handle! (« Regarde! Il remonte la route dans notre direction, tenant son vélo par le guidon ! »)[16]
- A : Where are you, Fred? (« Où es-tu, Fred ? ») - B : I'm in the garden. I'm watering the roses. (« Je suis dans le jardin. J'arrose les roses. »)[17]
- Americans think happiness is so important. What do the French think is important? (Paul Theroux, Portrait of a Lady) (« Les Américains trouvent que le bonheur est très important. Qu'est-ce que les Français trouvent important ? »)[18]
- Birds fly. Cows eat grass. (« Les oiseaux volent. Les vaches mangent de l'herbe. »)[18]
- Paint contains a certain amount of lead (« La peinture contient une certaine quantité de plomb »)[17]

Ces explications soulèvent quelques problèmes.
On rencontre en effet des occurrences de BE + V-ING dans des contextes incompatibles avec une « action en cours » : 

#### L'aspect HAVE + V-EN
Associé au présent l'aspect HAVE + V-EN est désigné sous le nom de present perfect (littéralement « présent parfait », c'est-à-dire « passé composé » ).
Associé au passé, cet aspect est souvent désigné sous le nom de past perfect, ou pluperfect (« plus-que-parfait »).
Formation
- L'aspect HAVE + V-en se forme par combinaison de l’auxiliaire HAVE, conjugué, au participe passé du verbe, symbolisé ici par « -en », qui peut être régulier ou irrégulier :

Au présent : I have looked, you have looked, he/she/it has looked … - I have gone, you have gone, he/she/it has gone …
Au passé : I had looked, you had looked, he/she/it had looked … - I had gone, you had gone, he/she/it had gone …

#### Combinaison des aspects HAVE + V-EN et BE + V-ING
L'aspect HAVE + V-en et l'aspect BE + V-ING peuvent être combinés, comme dans cet exemple :
Your lawyers have been working on your case.
Cette forme peut être décomposée comme suit :
| have | been | working |
| HAVE | V-en |         |
|      | BE   | V-ing   |

#### L'aspect habituel
L'anglais a aussi un aspect habituel au temps passé. Cet aspect indique qu'une action se produit à plusieurs reprises. 
Si le temps précis de l'action n'est pas indiqué, on utilise used to + l'infinitif : par exemple, I used to go there. 
Si le temps précis de l'action est indiqué, on utilise would + l'infinitif sans to : par exemple,  I would go there every day last summer .

### Le régime des verbes: infinitif ou gérondif
Quand deux verbes se succèdent, le deuxième est tantôt au gérondif (⇐ idée de passé), tantôt à l'infinitif complet (avec to) (⇐ idée de futur) selon les 7 cas suivants (les exceptions figurent en orange) :
|                                            | GÉRONDIF                                                                                                 | INFINITF |
| 1 - VOLONTÉ D'AGIR, PRÉPARATION À L'ACTION | contemplate, consider, anticipate suggest try (expérience)                                               | want, wish, hope, expect, ask, offer, promise, swear, decide, choose, plan, prepare, attempt, try, agree, consent, threaten try (tentative) |
| 2 - RECUL DEVANT L'ACTION, AJOURNEMENT     | avoid, give up, put off, (cannot) help, prevent                                                          | refuse, hesitate, pretend |
| 3 - SUCCÈS, ÉCHEC                          | succeed in                                                                                               | manage, fail |
| 4- RÉACTIONS PSYCHIQUES, PRÉFÉRENCES       | enjoy, resent, mind, object to, (cannot) stand [(dis)like, love, hate, loathe, prefer] + goûts constants | [(dis)like, love, hate, loathe, prefer] + actions précises                                                                                  |
| 5- EXCUSES, AVEUX, SOUVENIRS               | forgive, excuse, admit, confess to, deny [regret, remember, forget] + souvenir évoqué                    | [regret, remember, forget] + actions restant à accomplir                                                                                    |
| 6 - DÉBUT, CONTINUATION, FIN DE L'ACTION   | begin, start ; continue, keep (on), go on ; stop, finish, give up, quit                                  | begin, start ; continue ; stop (+ action induite)[pas clair]                                                                                |
| 7- DIVERS                                  | [want, need, deserve] + gérondif à sens passif                                                           | seem, happen, deserve, (can) afford |

Ainsi, le deuxième verbe est dans la plupart des cas au gérondif, sauf quand l'action est tournée vers l'avenir.

### Les temps de l'indicatif
L'anglais n'a que deux temps, au sens de tense, c'est-à-dire de temps grammatical : le present tense et le past tense, aussi appelé preterit. Le futur relève de la modalité.

#### Les temps du présent
Le présent simple (simple present) (abrégé en présent, present) : 

Il s'emploie pour les mêmes occurrences que le français, à l'exception de la nuance décrite ci-dessous au niveau du présent continu ou progressif.
- I listen, You listen, He/She/It/One listens , We listen, You listen, They listen

Note : Thou listenest, (2e personne du singulier), et He/She/It listeneth sont des formes vieillies. Voir plus bas pour approfondissement.
Le présent est utilisé dans quatre circonstances :
- une situation qui existe maintenant et qui ne progresse pas: I know French. (« Je connais le français. »)
- une situation qui se produit à maintes reprises dans le passé, le présent et le futur : I play football. (« Je joue au football. »)
- une situation qui est prévue de se produire à un moment précis de l'avenir : I leave tomorrow at 10:00. (« Je pars demain, à 10h00. »)
- une situation dans une proposition subordonnée qui se produira dans l'avenir : When I go there tomorrow, I will see you there. (« Quand j'irai là demain, je vous y verrai. »)

Le présent continu ou progressif (present continuous ou present progressive) : 

Ce temps sert à indiquer une action qui se passe au moment présent. Ainsi, il faut bien avoir à l'esprit que si l'on veut dire « j'écoute de la musique », par exemple, il faut en français rajouter « en ce moment », afin d'obtenir non pas I listen to music mais I am listening to music. Ce temps peut aussi servir à distinguer quelque chose par sa relative exceptionnalité, ainsi la phrase They are studying Latin exprimera que c'est une action qui peut être relativement inhabituelle par rapport à hier ou à demain, a contrario de la phrase They study Latin, qui signifierait plutôt qu'il s'agit de quelque chose de normal et d'habituel. Ce temps peut enfin servir à indiquer une action future, pour peu qu'un indicatif temporel vienne le souligner (We're seeing our friends tomorrow : « Nous voyons nos amis demain »). 
- I am listening, You are listening, He/She/It/One is listening, We are listening, You are listening, They are listening

Le passé composé (present perfect) (abrégé en perfect) : 

- I have listened, You have listened, He/she/It/One has listened, We have listened, You have listened et They have listened

Ce temps sert à parler d'une action dont le commencement se situe dans le passé, et qui continue à avoir une incidence sur le présent. Il s'agit d'un temps du présent, car le verbe have sur lequel il est construit est conjugué au présent.
Si le contexte est clairement passé, l'anglais utilise non pas le present perfect mais le preterit ou simple past. Ainsi la phrase suivante est incorrecte : Bob, who is now dead, has seen the movie many times (« Bob, qui est aujourd'hui mort, a vu le film plusieurs fois ») : le fait que Bob soit mort place tout ce qui le concerne dans le passé. 
Si l'énoncé comporte un marqueur de temps passé (in the past, three days ago, when I was young, etc.), l'utilisation du present perfect n'est pas possible, pour la même raison. À l'inverse, les adverbes qui par leur sens renvoient au présent (already, up to now, ever, never, etc.) entraînent l'emploi du present perfect, dans le présent (Have you ever been to New York? : Es-tu jamais allé à New York ?)
Le choix du present perfect ou du preterit n'est pas nécessairement déclenché par la présence ou l'absence de marqueurs temporels, mais peut dépendre aussi du choix du locuteur: I did it many times concerne quelque chose qui est perçu et présenté par le locuteur comme appartenant au passé, alors qu'avec I've done it many times le locuteur souligne que la chose dont il parle reste pertinente au moment d'énonciation. 
Le français fait un usage très différent du passé composé, temps qui ressemble par sa formation au present perfect : il est ainsi parfaitement possible de dire « j'ai terminé le travail hier » ou « nous nous sommes mariés en 1965 ».
Le passé composé continu ou progressif (present perfect continuous) :

- I have been listening, You have been listening, He/she/It/One has been listening, We have been listening, You have been listening et They have been listening

L'aspect en -ing met l'accent sur le processus lui-même, tandis que l'aspect simple met l'accent sur le résultat : I've mowed the lawn (« j'ai tondu la pelouse ») signifie que cette tâche est accomplie, n'est plus à faire, et s'oppose à I've been mowing the lawn, qu'on pourrait rendre approximativement  par « je me suis occupé à tondre la pelouse », qui n'implique par nécessairement que la tâche ait été entièrement accomplie et qui peut sous-entendre par exemple « je ne suis pas resté inactif » ou « cela explique pourquoi la vaisselle n'est pas faite », etc.

#### Les temps du passé
Le passé simple (simple past) ou prétérit (preterit) : 

On l'utilise pour exprimer une action achevée, qui s'est produite à un moment défini dans le passé. 
- I / You / He / She / It / One / We / You / They listened

Le plus-que-parfait (past perfect ou pluperfect) : 

Il exprime une action achevée, dans le passé, et avant une autre, a priori évoquée conjointement. Le pluperfect exprime donc une action « encore plus » dans le passé, relativement à l'autre. Une phrase au past perfect a généralement besoin d'un second verbe ou groupe verbal pour clarification : He realized he had been fooled. Le past perfect est notamment utilisé pour le discours indirect : She said her husband had already gone away.
- I / You / He / She / It / One / We / You / They had listened

Le passé simple continu ou progressif (past continuous ou past progressive) ou encore imparfait (imperfect) : 

Il sert à parler d'une action « incomplète », produite dans le passé. Souvent, les professeurs d'anglais utilisent des phrases commençant par « when » ou « while » pour expliquer la différence entre le past simple et le past continuous : While I was watching TV, the telephone rang (« Alors que je regardais la télé, le téléphone retentit »), équivalent à When the telephone rang, I was watching TV (« Quand le téléphone retentit, je regardais la télé »).
- I was listening,  You were listening, He / She / It / One was listening,  We were listening,  You were listening,  They were listening

Le plus-que-parfait continu ou progressif (past perfect continuous ou simplement perfect continuous) : 

Généralement utilisé avec un indicatif de durée, il indique qu'un événement s'est poursuivi pour un certain temps, et qu'il a été achevé avant un autre événement évoqué (When Peter entered my room, I had been listening to music for half an hour : « Quand Peter entra dans ma chambre, j'écoutais de la musique depuis une demi-heure »).
- I / You / He / She / It / One / We / You / They had been listening

#### Les temps du futur
Le futur simple (simple future) : 

Il est utilisé pour exprimer qu'un événement va se passer, dans l'avenir, ou une action que le sujet entend accomplir. Certains manuels considèrent be going davantage comme un infinitif que comme une autre forme de simple future. Il y a parfois des situations où will do ou be going to do est plus fluide ou plus en accord avec le contexte, mais ils sont généralement équivalents.
- I shall/will listen, You will listen, He/She/It/One will listen, We shall/will listen, You will listen, They will listen

Le futur continu ou progressif (future continuous) : 

Il est utilisé pour parler d'un événement qui n'a pas encore commencé, parallèlement à l'action ou au laps de temps évoqué(e) (I will be waiting for you when your plane lands : « Je serai en train de t'attendre quand ton avion atterrira »)
- I shall/will be listening, You will be listening, He/She/It/One will be listening, We shall/will be listening, You will be listening, They will be listening

Le futur antérieur (future perfect) : 

Il indique une action qui arrive avant une seconde action dans l'avenir ; normalement deux actions futures sont exprimées, et le future perfect indique qu'une des deux actions sera alors du passé par rapport à l'autre (I will know the tune next week because I will have listened to it : « Je connaîtrai cet air la semaine prochaine car alors je l'aurai écouté »).
- I shall/will have listened, You will have listened, He/She/It/One will have listened, We shall/will have listened, You will have listened, They will have listened

Le futur antérieur continu ou progressf (future perfect continuous) : 
Il exprime une action de continuité qui aura lieu dans l'avenir avant une autre action exprimée également dans l'avenir (I will have been waiting for two hours when her plane finally arrives : « J'aurai attendu deux heures quand son avion arrivera enfin »).
- I shall/will have been listening, You will have been listening, He/She/It/One will have been listening, We shall/will have been listening, You will have been listening, They will have been listening

### Les temps du conditionnel
Le conditionnel présent (present conditional) : 

Il indique qu'un évènement se produisait après un autre évènement dans le passé, ou que le locuteur a l'intention de faire quelque chose si quelque chose d'autre se produit ou s'est produit, ou qu'un évènement se produisait à plusieurs reprises dans le passé. Il sert aussi à faire une demande polie, avant like, ask, suggest, request, etc.

- I should/would listen,  You would listen,  He/She/It/One would listen,  We should/would listen,  You would listen,  They would listen

Le conditionnel présent continu ou progressif (present conditional continuous) : 

Il indique qu'un évènement se produisait de façon continue après un autre évènement dans le passé, ou que le locuteur ferait quelque chose de façon continue dans le présent si par hypothèse quelque chose d'autre se produisait dans le présent ou s'était produit dans le passé.
- I should/would be listening,  You would be listening,  He/She/It/One would be listening,  We should/would be listening,  You would be listening,  They would be listening

Le conditionnel passé (conditional perfect) : 

Il indique qu'une action se serait produite dans le passé si par hypothèse un autre événement s'était produit.

- I should/would have listened,  You would have listened,  He/She/It/One would have listened,  We should/would have listened,  You would have listened,  They would have listened

Le conditionnel passé continu ou progressif (conditional perfect continuous) : 

Il indique qu'une action continue se serait produite dans le passé si par hypothèse une autre action s'était produite.

- I should/would have been listening,  You would have been listening,  He/She/It/One would have been listening,  We should/would have been listening,  You would have been listening, They would have been listening

Dans les temps du conditionnel, should s'emploie seulement pour indiquer que le locuteur a l'intention de faire quelque chose si quelque chose d'autre a lieu. Would s'emploie quand un événement a eu lieu à plusieurs reprises ou quand un événement avait lieu après un autre événement dans le passé. Les Américains n'utilisent pas should pour le conditionnel ; ils utilisent toujours would.

### L'impératif
À la différence du français où existe un impératif passé (inusité), l'impératif en anglais n'existe qu'au temps présent. Il a comme en français seulement trois personnes (tu, nous et vous). À la deuxième personne, il consiste simplement en la base verbale. À la première du pluriel, on fait précéder la base de let us couramment abrégé en let's. Il a aussi une forme négative : do not + base verbale, let us not + base verbale (ou encore let's not + base verbale).
Exemple avec le verbe to walk :
- Walk : « Marche ! » - Do not / Don't walk : « Ne marche pas ! »
- Let's walk : « Marchons ! » - Let us / Let's not walk : « Ne marchons point ! »
- Walk : « Marchez ! » - Do not / Don't walk! : « Ne marchez pas ! »

NB : On peut construire, sur le modèle de let us, les formes let him/her/it/them (du verbe to let, laisser) pour donner une troisième personne au mode impératif :
- Let them hate me so long as they fear me : « Qu'ils me haïssent pourvu qu'ils me craignent » (Caligula)

### Le subjonctif
Le subjonctif présent est utilisé dans une proposition subordonnée qui indique un désir ou une demande, comme 
- I asked that it be done  (« J'ai demandé que ce soit fait »)

Le subjonctif passé est utilisé dans une proposition subordonnée contrefactuelle :
- après sujet + to wish + that (facultatif) : 
  - I wish you were here ou I wish that you were here (« Je voudrais que tu sois là »)
- après if :
  - If he were your friend, he would be nice to you (« S'il était ton ami, il serait gentil avec toi »)
- dans une proposition contrefactuelle sans if, avec ordre inversé des mots : 
  -  Were I going to school today, I would have done my homework (=If I were going to school today, I would have done my homework) (« Si j'allais en classe aujourd'hui, j'aurais fait mes devoirs »)

|                         | indicatif présent                    | subjonctif présent                                 | indicatif passé                           | subjonctif passé                                                        | indicatif futur                                               | subjonctif futur                                                     | indicatif présent négatif                                  | subjonctif présent négatif                                     |
| ----------------------- | ------------------------------------ | -------------------------------------------------- | ----------------------------------------- | ----------------------------------------------------------------------- | ------------------------------------------------------------- | -------------------------------------------------------------------- | ---------------------------------------------------------- | -------------------------------------------------------------- |
| to own (verbe régulier) | I own he/she/it owns we/you/they own | that I own that he/she/it own that we/you/they own | I owned he/she/it owned we/you/they owned | if I owned if he/she/it owned if we/you/they owned                      | I shall own he/she/it will own we shall own you/they will own | if I were to own if he/she/it were to own if we/you/they were to own | I do not own he/she/it does not own we/you/they do not own | that I not own that he/she/it not own that we/you/they not own |
| to be                   | I am he/she/it is we/you/they are    | that I be that he/she/it be that we/you/they be    | I was he/she/it was we/you/they were      | if I were if he/she/it were if we/you/they were                         | I shall be he/she/it will be we shall be you/they will be     | if I were to be if he/she/it were to be if we/you/they were to be    | I am not he/she/it is not we/you/they are not              | that I not be that he/she/it not be that we/you/they not be    |
| temps d'action          | présent ou futur                     | passé, présent ou futur                            | passé                                     | présent (ou rarement passé)                                             | futur                                                         | futur                                                                | présent ou futur                                           | passé, présent, ou futur                                       |
| usage                   |                                      | désir dans that propositions; lest propositions    |                                           | contrefactuel dans if propositions ou dans that propositions après wish |                                                               | possibilité avec doute dans if propositions                          |                                                            | désir dans that propositions                                   |

Le subjonctif présent :
- I demand that you do it tomorrow (« J'exige que vous le fassiez demain »)
- I asked yesterday that it be done  (« J'ai demandé hier que cela soit fait »)

Le subjonctif passé :
- If that were true, I would know it (« Si c'était vrai, je le saurais »)

Forme du subjonctif pour une proposition suspecte dans l'avenir:
- If I were to go tomorrow, I would be happy.

Forme du subjonctif pour une proposition contrefactuelle dans le passé:
- If I had gone there, I would have been happy

La construction avec un verbe modal :

Le mode du subjonctif peut être exprimé à l'aide des modaux should (dans une proposition suspecte dans l'avenir) et may (pour un désir). Exemples :
- If I should go there tomorrow, I would be happy
- May the Lord bless and protect you (« Que le seigneur vous bénisse et vous protège »)

## Interjections
Les interjections sont des mots courts servant à  exprimer des sentiments ou des émotions dans une conversation. Elles sont souvent utilisées pour exprimer  une réaction à quelque chose, par exemple de l'enthousiasme, de la surprise, de la frustration ou de l'exaspération. Elles se terminent par un point d'exclamation sans espace en anglais, avec espace en français. Quelques exemples d'interjections courantes :
- Wow! : Ouah !
- Oh no! : Oh non !
- Yay! : Ouais !
- Oops! : Oups !
- Oo la la! : Oh là là !
- Phew! : Pouah !

Les interjections ne suivent pas les règles grammaticales normales et sont souvent utilisées seules.

## Controverses
Des controverses sur la grammaire anglaise surgissent lorsqu'il y a désaccord sur la correction d'une construction anglaise.

#### Principaux ouvrages en anglais
- (en) Douglas Biber, Stig Johansson, Geoffrey Leech, Susan Conrad et Edward Finegan, Longman Grammar of Spoken and Written English, Harlow, Pearson education, 1999, xxviii-1204 (ISBN 978-0-582-23725-4)
- (en) R. A. Close, A Reference Grammar for Students of English, London/Paris, Longman, 1975, 342 p. (ISBN 0-582-52277-3)
- (en) Renaat Declerck, A comprehensive descriptive grammar of English, Tokyo, Kaitakusha, 1991.
- (en) Xavier Dekeyser, Betty Devriendt, Guy A. J. Tops et Steven Guekens, Foundations of English grammar for university students and advanced learners, Louvain, Acco, 2004.
- (en) Talmy Givón, English grammar, en 2 tomes, Amsterdam, John Benjamins, 1993.
- (en) Rodney Huddleston et Geoffrey K. Pullum, The Cambridge Grammar of the English Language, Cambridge, Cambridge University Press, 2003, xvii-1842 (ISBN 978-0-521-43146-0)
- (en) Martha Kolln, Loretta Gray et Joseph Salvatore, Understanding English grammar, 10e éd., Boston, Pearson, 2016.
- (en) Randolph Quirk, Sidney Greenbaum, Geoffrey Leech et Jan Svartvik, A Comprehensive Grammar of the English Language, Londres, Longman, 1985, 2e éd., x-1779 (ISBN 978-0-582-51734-9)
- (en) Günter Radden et René Dirven, Cognitive English grammar, Amsterdam / Philadelphie, John Benjamins, 2007.
- (en) A. J. Thomson et A. V. Martinet, A Practical English Grammar, Oxford University Press, 31 juillet 1986, 4e éd., 384 p. (ISBN 0-19-431342-5 et 978-0194313421)
- (en) Ronald Wardhaugh, Understanding English grammar : A linguistic approach, 2e éd., Blackwell, 2002.
- (en) K. S. Yadurajan, Modern English grammar : Structure, meanings, and usage, Oxford University Press, 2014.

#### Ouvrages en français
- Henri Adamczewski et Claude Delmas, Grammaire linguistique de l'anglais, Paris, Armand Colin, 1998, 5e éd., 362 p. (ISBN 2-200-31184-2)
- Henri Adamczewski et Jean-Pierre Gabilan, Les clés de la grammaire anglaise, Paris, Armand Colin, 1992, 272 p. (ISBN 2-200-01174-1)
- M. A. Charlier-Servais, J. Kelly-Beuzelin, B. A. Lallement et A. Sussel, English at work : pratique de la grammaire anglaise, Paris, Hachette Éducation, 1990, 156 p. (ISBN 2-01-015731-1)
- Gilbert Ghio, Grammaire linguistique de l'anglais contemporain, Paris, Belin, 2012.
- Jean-Rémi Lapaire et Wilfred Rotgé, Linguistique et grammaire de l'anglais, Toulouse, Presses universitaires du Mirail, 1998.
- Paul Larreya, Claude Rivière et Christelle Lacassin, Grammaire explicative de l'anglais, 6e éd., Pearson, 2024.
- Henri Le Prieult, Grammaire progressive de l'anglais, Paris, Belin, 1996, 271 p. (ISBN 2-7011-1521-3)
- Patrick Rafroidi, Michèle Plaisant et Douglas J. Shott, Nouveau manuel de l'angliciste, Paris, Ophrys, 2002.
- Andrew Rossiter, Nouvelle Grammaire descriptive de l’anglais contemporain, Linguapress, 2021, 208 p. (ISBN 8-6501-0773-7)
- J.-C. Souesme, Grammaire anglaise en contexte, Paris, Ophrys, juillet 1997, 374 p. (ISBN 2-7080-0655-X)
- André Tellier, Cours de grammaire anglaise, Paris, Société d'édition de l'enseignement supérieur, 1971, 3e éd., 399 p. (ISBN 2-7181-5550-7)